# Colletes platycnema
Colletes platycnema är en biart som beskrevs av Roy R. Snelling 1975. Colletes platycnema ingår i släktet sidenbin, och familjen korttungebin. Inga underarter finns listade i Catalogue of Life.